# Banu Razin
De Banu Razin was een dynastie die over de Taifa Albarracín heerste. Ze waren van Berberse afkomst en vestigden zich in de 8e eeuw op het Iberisch Schiereiland.
Aan het begin van de elfde eeuw, tijdens de Fitna van Al-Andalus, bleven ze trouw aan Omajjadische Hisham II (976-1009, 1009 en 1010-1013), maar uiteindelijk steunden ze Sulayman ibn al-Hakam (1009-1010, 1010 en 1013-1016) dat ze werden erkend door de lokale overheid van Albarracín, die regeerde tot april 1104, toen hun staat werd bezet door de Almoraviden.
De grondlegger van de dynastie was Hudhayl ibn Khalaf ibn Lubb ibn Razín (1013-1045). Na zijn dood werd hij opgevolgd door zijn zoon Abu-Marwan Abd-al-Màlik ibn Hudhayl Djabr al-Dawla, die ook bekend stond als Husam al-Dawla en had een lange regering van bijna 60 jaar. Hij werd opgevolgd door zijn zoon Yahya ibn Abd-al-Màlik, aan wie zijn vader zijn oude titel verleende, die de zoon in 1103 op de troon besteeg, en de laatste soevereine heerser was.

## Heersers
- Hudhayl ibn Khàlaf ibn Razín Izz-ad-Dawla (1013-1045)
- Abd-al-Màlik ibn Hudhayl ibn Razín Jabr-ad-Dawla (1045-1103)
- Yahya ibn Abd-al-Màlik Hussam-ad-Dawla (1103-1104)